# Hotel Cochise
El hotel Cochise es un hotel histórico y funcional ubicado en la ciudad de Cochise, en el sureste de Arizona, Estados Unidos.

## Historia
El hotel fue construido originalmente en 1882 por el telégrafo ferroviario y padre de la ciudad de Cochise, John Rath. Ha estado en funcionamiento desde entonces. El hotel fue construido con el propósito de ofrecer servicio a las cuadrillas de ferrocarril que transitaban por la localidad. La estación del ferrocarril, ya desaparecida, estaba ubicada directamente al otro lado de la calle.
Después de su apertura en 1882, el hotel fue un sitio muy beneficioso dentro de la comunidad local, siendo utilizado como oficina de Wells Fargo (compañía de servicios financieros), oficina de telégrafos, lavandería comunitaria y oficina de correos a partir de 1896. En 1899, Big Nose Kate, la famosa compañera sentimental de John Henry "Doc" Holliday, también conocido como Doc Holliday, fue contratada para trabajar en el hotel.
Fue incluido en el Registro Nacional de Lugares Históricos el 22 de octubre de 1976.